# オオモンカエルアンコウ
オオモンカエルアンコウ（学名：Antennarius commerson）は、カエルアンコウ科に分類される海水魚の一種。オオモンイザリウオという和名であったが、2007年に現在の和名に改称された。インド太平洋に分布する。

## 分類と名称
1798年にフランスの博物学者であるベルナール・ジェルマン・ド・ラセペードによって Lophius commeron として記載され、タイプ産地はモーリシャスであった。イロカエルアンコウ種群に分類される。種小名はフランスの博物学者であるフィリベール・コメルソンに由来する。ラセペードはコメルソンの記述を基に本種を記載し、フランス語名を「Lophie commerson」とした。この名称をラテン語化したものが本種の学名となったが、命名者が誤ってピエール・アンドレ・ラトレイユとされることもある。Antennarius moluccensis はシノニムであり、日本ではオニイザリウオと呼ばれていた。

## 分布と生息地
紅海および南アフリカからパナマ、北は南日本およびハワイ諸島、南はロード・ハウ島およびソサエティ諸島まで、インド洋から太平洋東部にかけての熱帯および亜熱帯海域に分布する。日本では相模湾以南の太平洋岸、伊豆・小笠原諸島、南西諸島に分布する。ラグーンや岩礁、サンゴ礁に生息する。通常は大型の海綿動物、水中のロープ、桟橋の支柱など、様々な構造物に付着している。生息水深は最大70mだが、通常の生息水深は20mまでである。

## 形態
全長は最大で45cmに達し、カエルアンコウ科の最大種の1つである。背鰭は3棘と12-13軟条から、臀鰭は8軟条から成る。体色は黄色、オレンジ色、緑色、茶色、黒色など様々である。体は球形で、伸縮性がある柔らかい皮膚は、小さな棘で覆われる。皮膚にはいくつかの小さなイボのような突起、様々な形の斑点、およびスポンジの穴を思わせるいくつかの小さな眼点が散らばる。大きな口は突き出ており、自分と同じくらいの大きさの獲物であっても食べることができる。環境に適応するため、数週間で体色を変えることができる。灰色、クリーム色、ピンク、黄色、赤など様々な色があるが、通常円形の眼点または暗い斑点がある。
背鰭第一棘は誘引突起(イリシウム)へと変化し、その先端にはピンク色から茶色がかった色の、小魚やエビに似た特徴的な擬餌状体(エスカ)が備わっている。イリシウムは背鰭第二棘の2倍の長さで、しばしば暗色の縞模様が見られる。背鰭第二棘はほぼ直線で可動性があり、背鰭第三棘は体の後方に向かって屈曲している。これらの棘は頭部の膜で接続されている。これらは互いに、また背鰭軟条部からも十分に離れている。

## 生態
他のカエルアンコウ科の魚類と同様に、貪欲な肉食性の種で、付近を通る小魚などを襲う。時には同属の種さえ襲うこともある。底魚であり、単独で生活する。繁殖期には集まるが、受精後は敵対する。雌は雄が近くにいる場合、雄を殺したり食べたりすることがある。エスカは扁平な形状であり、小魚をおびき寄せるために使用する。

## 人との関わり
普通食用にはされず、観賞魚として飼育されることがある。

## 画像

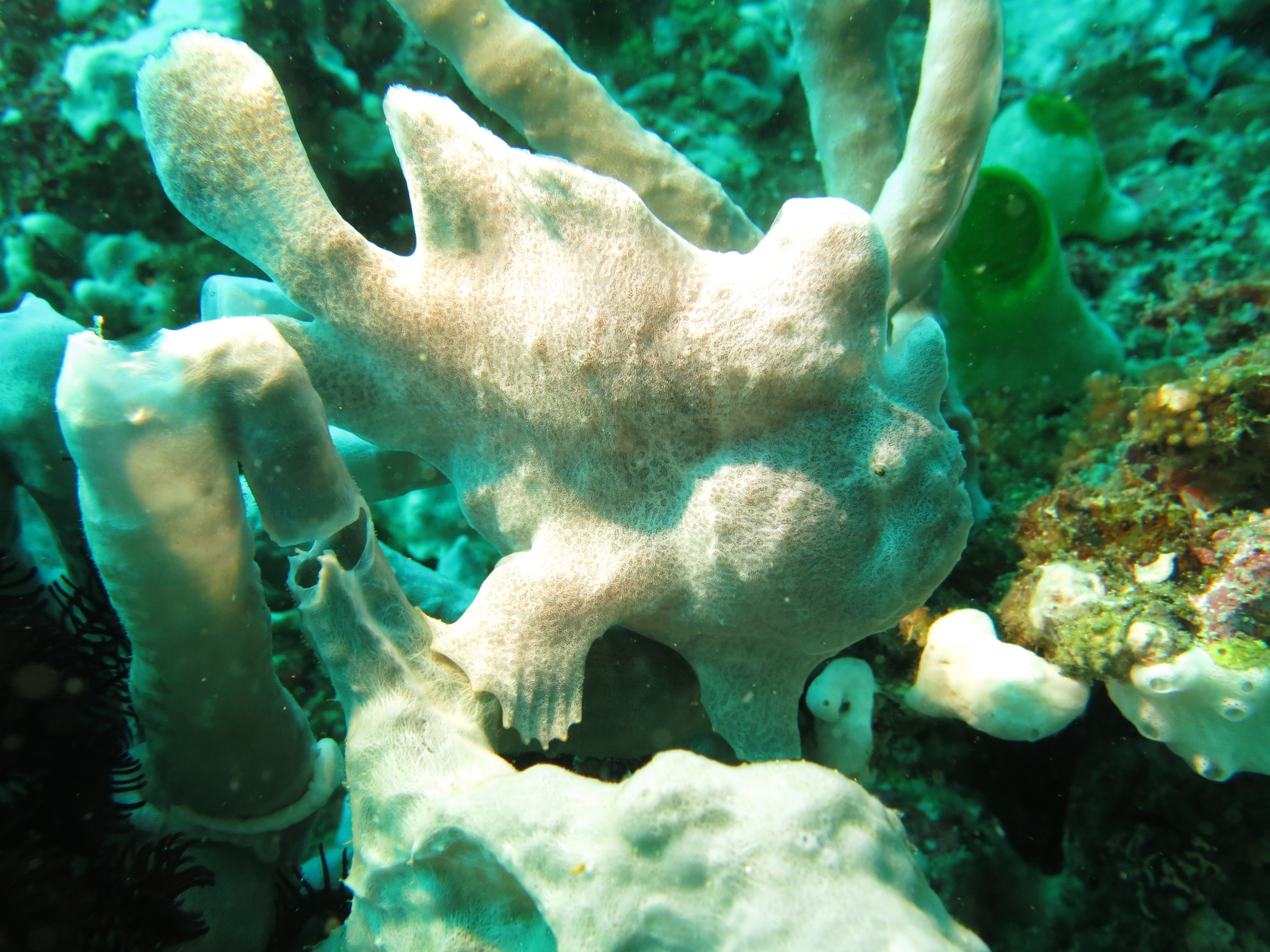
白色の個体
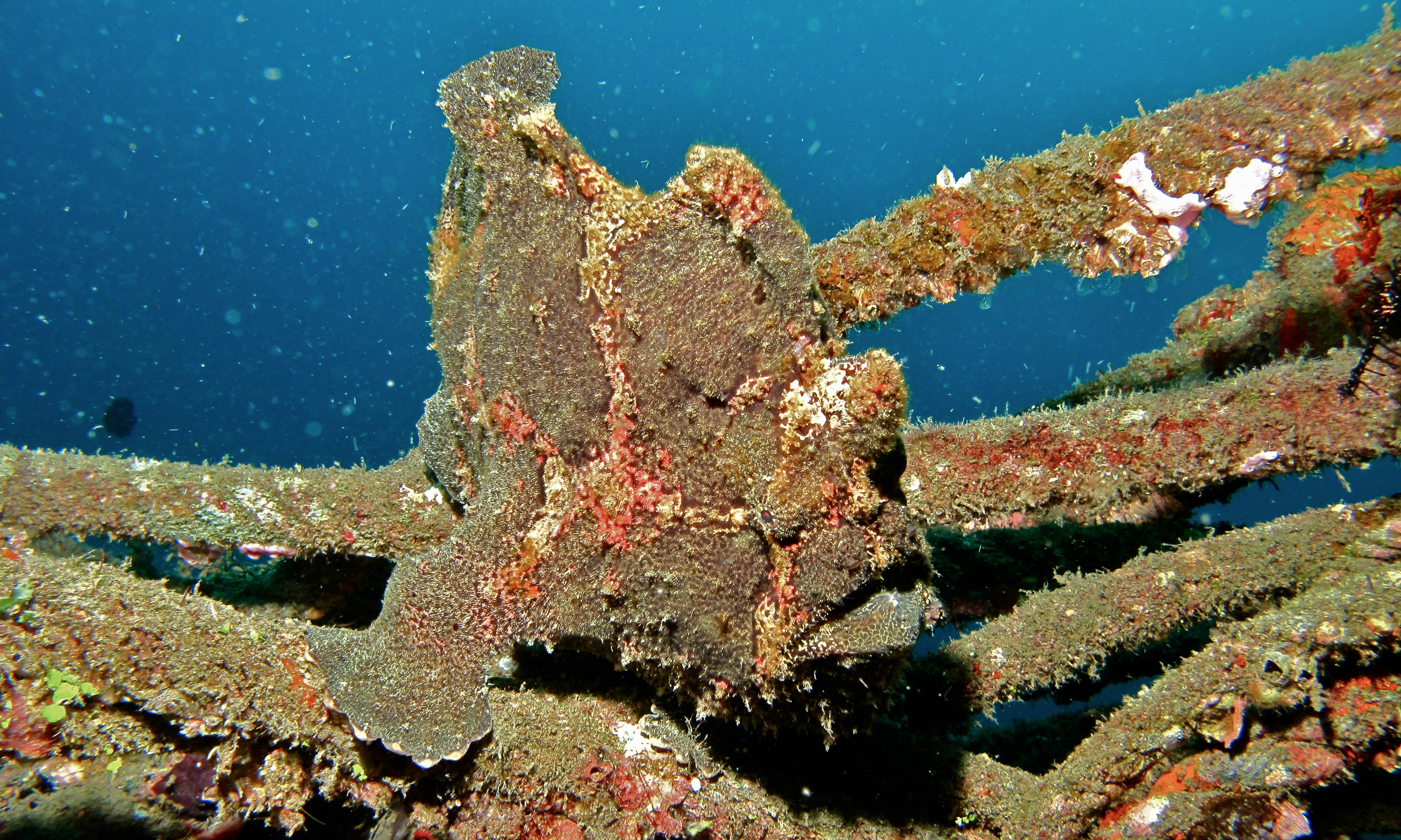
茶色の個体
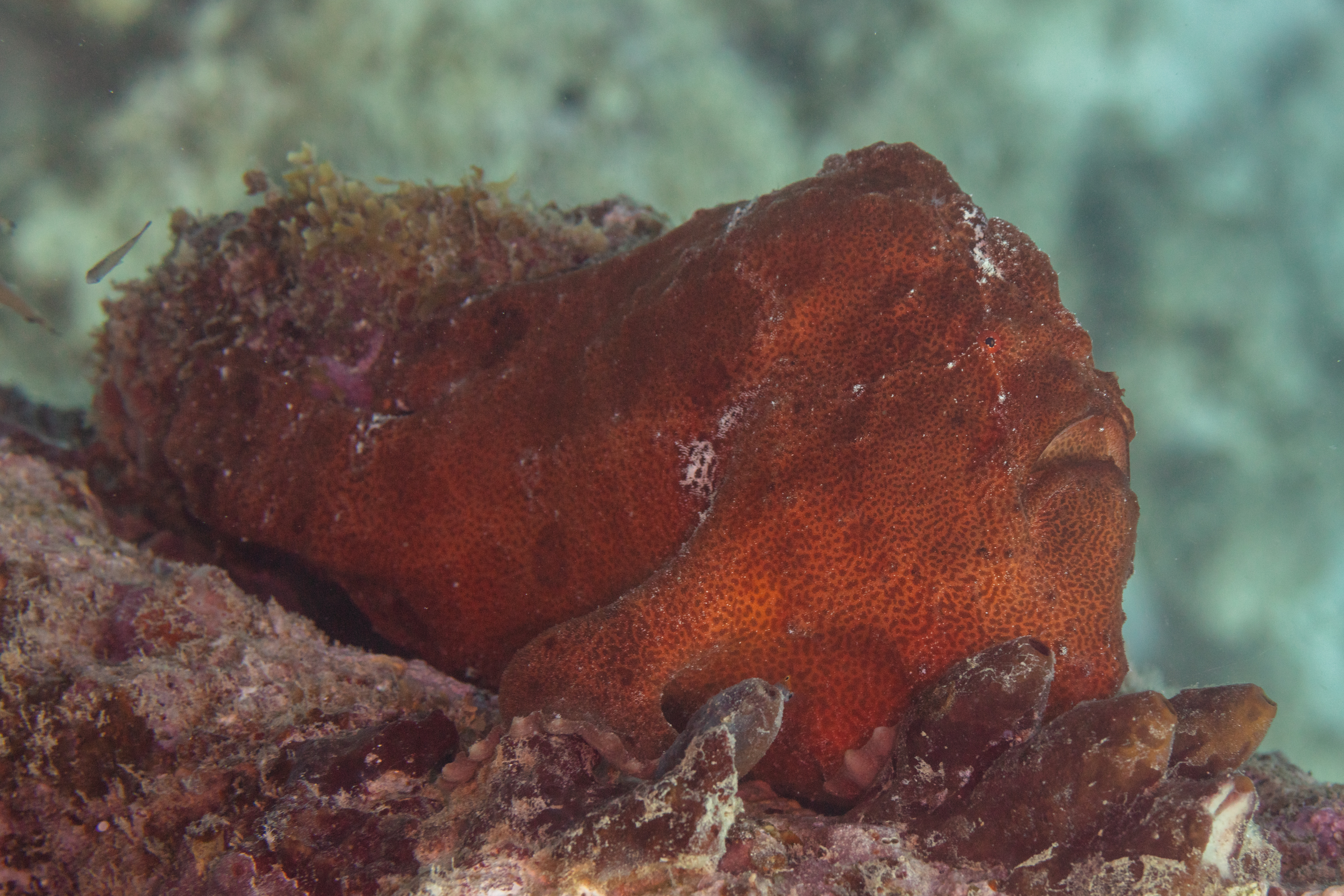
赤みの強い個体
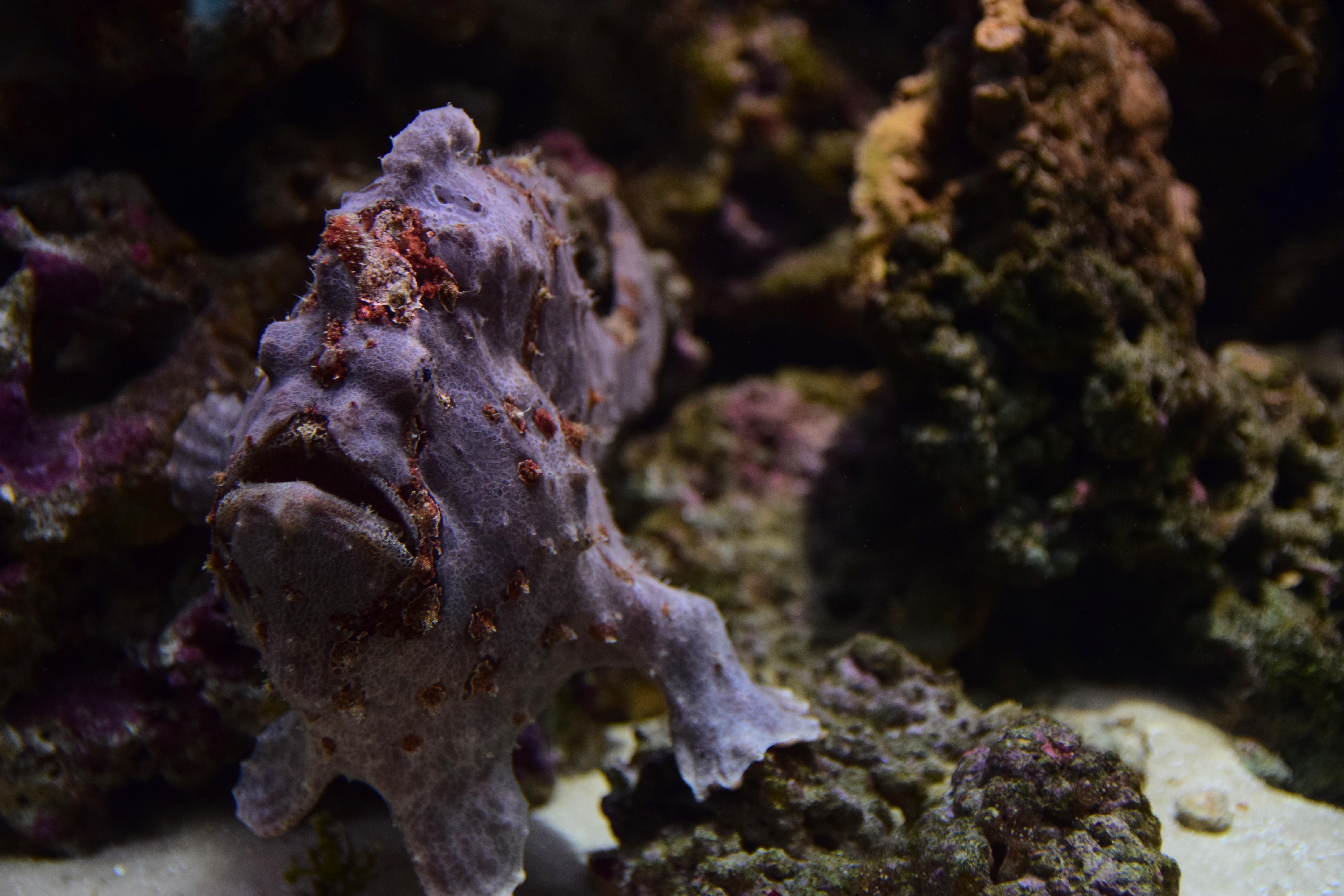
紫色の個体